# The Last Hope: Dead Zone Survival
The Last Hope: Dead Zone Survival es un videojuego de supervivencia desarrollado por VG Games para Nintendo Switch. El juego gira en torno a Brian Lee, un hombre que es enviado al futuro para investigar un inevitable brote de zombis mientras está acompañado por su hija, Eva. El juego consiste en matar zombis y recolectar recursos mientras explora una ciudad.
El juego se lanzó el 30 de junio de 2023 y fue mal recibido por los críticos, que lo vieron como una versión falsificada de The Last of Us de 2013. Se encontró que Eva de The Last Hope recuerda mucho a Ellie de The Last of Us. Otras críticas comunes al juego incluyeron el uso de publicidad engañosa, una jugabilidad frustrante y un lanzamiento con varios errores. El juego se eliminó de Nintendo eShop el 1 de agosto de 2023 y Sony Interactive Entertainment eliminó sus avances. Se ha citado como ejemplo de shovelware de Nintendo eShop, y se ha considerado uno de los peores videojuegos de 2023.

## Modo de juego
El modo de juego de The Last Hope: Dead Zone Survival consiste en matar zombies mientras exploras una ciudad posapocalíptica como el protagonista Brian Lee. El jugador tiene una barra de salud y una barra de resistencia, y puede acceder a cuatro armas a lo largo del juego: una pistola, un fusil de asalto, un bate de béisbol y un cóctel molotov elaborable. El juego presenta otros objetivos que el jugador debe completar, como abrir cerraduras. Durante estos objetivos, Brian Lee está acompañado por Eva. Los encuentros cercanos con enemigos harán que Eva huya y se encoja; el jugador no puede salir de su estado de miedo hasta que maten a todos los zombis cercanos. Si Eva muere, el jugador será enviado de regreso al último punto de control. Hay una cantidad limitada de munición dentro del juego y el bate de béisbol agotará la resistencia del jugador, que no se regenerará sin el uso de un elemento limitado. Como resultado de esto, los errores cometidos por el jugador pueden crear una situación imposible de ganar.

## Argumento
En The Last Hope: Dead Zone Survival, se predice que ocurrirá un brote zombie en un futuro cercano, que acabará con el 95% de la población mundial, infectará al 4% y dejará al 1% para sobrevivir. Para investigar esto, un hombre llamado Brian Lee es enviado al futuro y se despierta en la sala de un hospital. Después de salir del hospital e ir a una biblioteca, se encuentra con una chica acurrucada en un rincón llamada Eva, quien le asegura a Brian que no está infectada, aunque dice que necesita medicamentos de la farmacia y que su madre está muerta. Poco después de que los dos se conocen, Eva revela que ella es la hija del futuro de Brian. A lo largo del juego, Brian escolta a Eva por la ciudad mientras mata zombis. Después de atravesar la ciudad y derrotar a los no-muertos, abordan un barco y parten sanos y salvos.

## Desarrollo y lanzamiento
The Last Hope fue desarrollado por Virtual Global Games (VG Games), una empresa con sede en Chisináu, Moldavia. La empresa a veces se conoce como West Connection Limited. VG Games fue señalado antes de la creación del juego por crear juegos de Nintendo Switch de baja calidad, como Need for Drive – Car Racing y Gangster Life: Criminal Untold, Cars, Theft, Police. The Last Hope se lanzó para Nintendo eShop exclusivamente en el Reino Unido el 30 de junio de 2023. Nunca se produjo un lanzamiento internacional y se desconoce si estaba previsto que el juego llegara a otras regiones.
El avance del juego se volvió viral en YouTube y recibió cobertura mediática. Según TheGamer, el juego alcanzó miles de descargas, posiblemente debido a su bajo precio. El juego fue eliminado de la eShop el 1 de agosto, y sus avances fueron eliminados poco después luego de reclamos de derechos de autor de Sony Interactive Entertainment.

## Recepción
The Last Hope fue lanzado con mala recepción por parte de la crítica. Varias publicaciones señalaron los diseños de personajes plagiados del juego. Kotaku se refirió al juego como la versión «de la tienda de un dólar» de The Last of Us, señalando que Eva vestía el mismo atuendo que Ellie y tenía una apariencia similar. Chris McMullen de The Escapist comparó su personalidad con la de un «cadáver de yak podrido». La jugabilidad fue fuertemente criticada. Andrew Heaton de Digital Foundry lo consideró el peor juego que jamás había jugado, citando la munición limitada que hacía imposibles algunos escenarios de combate, los datos guardados que se borraban al saltarse las pantallas de carga y una sala inaccesible debido a la necesidad de controles de teclado. McMullen también comparó el juego con la tortura, y James Stephanie Sterling lo describió como un «pedazo de mierda clandestino y descuidado». McMullen criticó la escritura torpe, como «you dead» («tú muerto», en mayúsculas) como la pantalla de game over del juego, y la frase de Brian «Just like my yet to come daughter» («Al igual que mi hija que está por venir») al conocer a Eva.
El desempeño del juego fue otra queja común. Digital Foundry señaló numerosos defectos gráficos y de rendimiento, como puertas que podían crashear el juego, caídas en la velocidad de fotogramas y sombras parpadeantes. Estos fueron citados por otras publicaciones para demostrar que el juego utilizaba publicidad engañosa para los consumidores, ya que la descripción de la eShop del juego anunciaba una «trama cautivadora», «gráficos inmersivos» y «elecciones significativas». El juego ha sido considerado como un ejemplo de un problema de shovelware abundante en Nintendo eShop, que se ha observado que tiene una gran variedad de juegos de baja calidad. Kotaku argumentó que Nintendo necesita llevar a cabo un control de calidad de su tienda. Digital Foundry dijo que The Last Hope es uno de «depravación que se encona en ciertos rincones de la industria», calificando el juego como «una estafa» y que «no tiene características redentoras de ningún tipo». TheGamer atribuyó el aumento en las ventas en Nintendo eShop a la «sensación mórbida de curiosidad» de los consumidores al ver la recepción negativa del juego en los titulares, e inmediatamente afirmó que el juego era una «estafa basura». Victoria Kennedy de Eurogamer lo consideró con humor un ejemplo de la broma «we have The Last of Us at home» («tenemos The Last of Us en casa»), haciendo referencia a la opinión de que The Last Hope es una copia de baja calidad de The Last of Us, y Eurogamer Alemania escribió que un patrón de prueba de televisión sería más entretenido de ver. Ha sido considerado uno de los peores juegos de 2023 por Kotaku e IGN.